# Fonolit

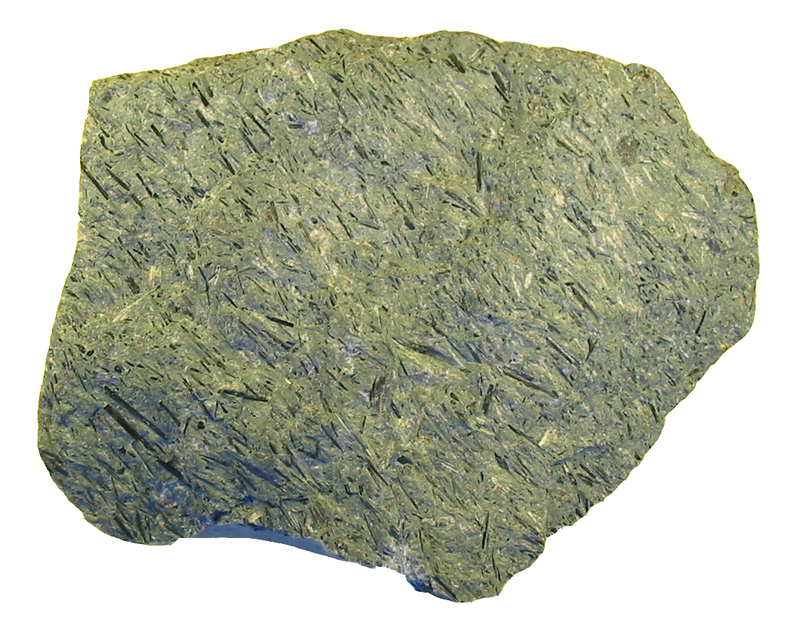
Aegirin fonolit, bergarten tinguait från Särnaområdet.

Fonolit, eller klingsten, är en vulkanisk mörkgrå till grågrön bergart, ibland med porfyrisk struktur. Grundmassa är finkristallinsk och består huvudsakligen av sanidin, nefelin samt ofta augit, vilken också bildar strökornen om sådana förekommer.
Fonolit kan spaltas i skivor, som vid anslag ger ett klingande ljud, därav namnet fonolit eller ”klingsten”. Den förvittrar lätt och bildar då flera vittringsprodukter, som är god jordmån för vinodling.

## Förekomst
De flesta fonoliter är relativt unga, vulkaniska bergarter, som huvudsakligen förekommer i kägel- eller kupolformade berg samt i gångar. Förekomster finns i Böhmen, Rhendistriktet och centrala Frankrike. De används där ibland som takskiffer eftersom de uppträder i skivform.
Förekomster av egentlig fonolit, som är en dagbergart är ej kända i Skandinavien, men vid Särna i Dalarna finns en fonolitisk bergart som är föremål för brytning. Detta är dock en djupbergart, nefelinsyenit (eleolitsyenit), som motsvarar fonolit och även förekommer på Alnön vid Sundsvall och i Norge.
Förekommer endast som rullsten i Sverige. Minst en är känd på Gotland, Sangelstainen.